# Akira Yaegashi
Akira Yaegashi (jap. 八重樫 東 Yaegashi Akira; ur. 25 lutego 1983 w Kitakami) – japoński bokser, aktualny zawodowy mistrz świata wagi muszej (do 112 funtów) federacji WBC i były wagi słomkowej (do 105 funtów) federacji WBA.
Karierę zawodową rozpoczął 26 marca 2005. Po zdobyciu lokalnego tytułu OPBF już w siódmej walce otrzymał szansę walki o tytuł mistrza świata WBC w wadze słomkowej. 4 czerwca 2007 przegrał jednogłośnie na punkty z Tajem Eagle Den Junlaphanem. W latach 2009–2011 był mistrzem Japonii.
24 października 2011 otrzymał ponownie szansę walki o tytuł mistrza, tym razem WBA. Wykorzystał ją, pokonując w Tokio Taja Pornsawana Porpramooka przez techniczny nokaut w 10 rundzie i został nowym mistrzem świata. Już w następnym pojedynku stanął do walki unifikacyjnej z posiadaczem tytułu mistrza WBC, rodakiem Kazuto Ioką. Po wyrównanym, zaciętym pojedynku przegrał jednogłośnie na punkty i stracił pas mistrzowski.
Po przejściu do wyższej kategorii, 8 kwietnia w 2013 w Tokio, zmierzył się o tytuł mistrza WBC w wadze muszej z rodakiem Toshiyukim Igarashim. Zwyciężył jednogłośnie na punkty i został ponownie mistrzem świata.